# Ivanovac
Ivanovac je naselje u općini Antunovac u Osječko-baranjskoj županiji.

## Stanovništvo
| broj stanovnika | 363   | 981   | 829   | 936   | 945   | 1104  | 1141  | 1153  | 1603  | 1500  | 1467  | 1542  | 1573  | 1554  | 1276  | 1522  | 1375  |
|                 | 1857. | 1869. | 1880. | 1890. | 1900. | 1910. | 1921. | 1931. | 1948. | 1953. | 1961. | 1971. | 1981. | 1991. | 2001. | 2011. | 2021. |

## Nijemci u Ivanovcu
Do Drugog svjetskog rata veliki dio Ivanovačkog stanovništva činili su Nijemci, a prema popis stanovnštva 1910. bili su najbrojniji narod.